# Guru Hargobind

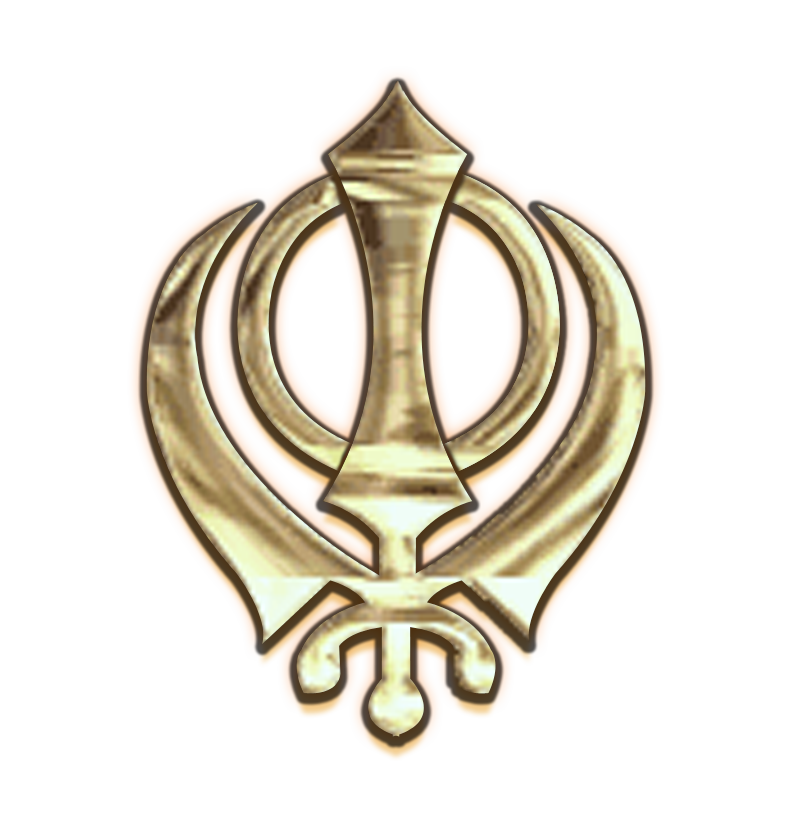
Les deux épées qui se rejoignent sont le symbole du Miri-Piri dans le khanda, le signe du sikhisme.

Guru Hargobind (5 juillet 1595 - 19 mars 1644) est le sixième guru sikh. Il est le fondateur du principe du « Miri-Piri »: l'alliance de la foi et du pouvoir temporel. Il a aussi fait édifier l'Akal Takht (Trône de l'Intemporel) à Amritsar, un des cinq temples les plus vénérés par les fidèles. À la suite du martyre de son prédécesseur, Guru Arjan, il a été contraint de prendre les armes contre l'oppression et donc de se soulever contre l'empereur de l'époque. Guru Hargobind est aussi dénommé: Guru Hargovind.
Le principe du « Miri, Piri » illustre les conséquences de cette action. En effet jusqu'alors les sikhs étaient plutôt pacifiques. Mais le sacrifice de Guru Arjan montra les limites du pacifisme. Dès lors Guru Hargobind porta deux épées. L'une d'elles symbolisant le pouvoir temporel, le « Miri », et l'autre symbolisant le pouvoir spirituel « Piri ».

## Généralités
Enfants : Gurdita Ji, Ani Rai, Tegh Bahadur, Atal Rai, Suraj Mal & Bibi Viro Ji 
Date et âge du jour où il devient guru : 11 juin 1606, 11 ans 
Régime politique : Jahângîr & Shâh Jahân (empereurs moghols)
Joti-jot Date et lieu de décès : 19 mars 1644, Kiratpur Sahib

## Miri
Un sikh se doit d'être un « saint guerrier », il se doit de réagir face à l'injustice ; cela peut impliquer un soulèvement armé, cependant il faut garder à l'esprit que l'utilisation des armes est le dernier ressort dans la philosophie sikh. Un sikh reste pour autant pacifique, mais il ne peut rester passif. D'ailleurs les sikhs ont pour ordre de se défendre, ou plus généralement de défendre et non pas d'attaquer.

## Piri
Le « Piri », ou pouvoir spirituel, reste un pilier de la philosophie Sikh. Guru Hargobind sahib ji ne se détache pas de la philosophie du fondateur en prenant les armes. En gardant cette épée, le sixième guru s'attache à montrer qu'un Sikh se doit toujours de méditer et de respecter les enseignements des cinq premiers gurus. Le « Piri » est donc une manière de rester attaché à la source et au désir de l'épanouissement de l'âme.

## Akal Takht
Le « Akal Takht » est l'un des cinq Takhts. Il a été construit en face du Harmandir Sahib : le Temple d'Or. Il est le « siège politique » de Khalsa panth (nation sikh, ensemble des khalsa). C'est là où se règlent toutes les questions religieuses, de politique, de philosophie, etc.